# Bob Dylan at Budokan
Bob Dylan at Budokan – podwójny album koncertowy nagrany przez Boba Dylana w lutym i marcu 1978 r., wydany w kwietniu 1979 roku.

## Historia i charakter albumu
W 1978 r. Dylan odbywał całoroczne światowe tournée; jego pierwsza część obejmowała Daleki Wschód i Australię (od 20 lutego do 1 kwietnia). Potem Dylan miał przerwę (wtedy nagrał Street Legal) do 1 czerwca, w którym to dniu rozpoczął siedmiokoncertową rozgrzewkę przez europejskim tournée w Universal Amphitheater w Los Angeles (1–7 czerwca). Europejskie tournée rozpoczęło się 15 czerwca koncertem w Earl’s Court w Londynie i zakończyło 15 lipca koncertem w Blackbushe Aerodrome w Camberley (Surrey) w Anglii. 15 września rozpoczął jesienne tournée po USA, które trwało do 16 grudnia.
Album został zestawiony z nagrań dokonanych podczas dalekowschodnioazjatycko-australijskiego tournée, 28 lutego i 1 marca 1978 r. Album zebrał w USA bardzo krytyczne oceny. Dodatkowo były to jedne z najsłabszych koncertów Dylana w czasie tego tournée.

## Muzycy
- Bob Dylan – śpiew, elektryczna gitara rytmiczna, harmonijka
- Rob Stoner – gitara basowa, śpiew
- Steven Soles – akustyczna gitara rytmiczna, śpiew towarzyszący
- Billy Cross – gitara prowadząca (solowa)
- Alan Pasqua – instrumenty klawiszowe
- Ian Wallace – perkusja
- Bobbye Hall  instrumenty perkusyjne
- Steven Douglas – saksofon tenorowy i sopranowy, flety (w tym „recorder”)
- David Mansfield – skrzypce, mandolina, gitara dobro, elektryczna gitara hawajska
- Debi Dye – chórek
- Jo Ann Harris – chórek
- Helena Springs – chórek

## Lista utworów

### Dysk pierwszy
| 1.  | Mr. Tambourine Man                    | 4:54  |
|     |                                       |       |
| 2.  | Shelter from the Storm                | 4:30  |
|     |                                       |       |
| 3.  | Love Minus Zero/No Limit              | 3:52  |
|     |                                       |       |
| 4.  | Ballad of a Thin Man                  | 4:47  |
|     |                                       |       |
| 5.  | Don’t Think Twice, It’s All Right     | 4:55  |
|     |                                       |       |
| 6.  | Maggie's Farm                         | 5:06  |
|     |                                       |       |
| 7.  | One More Cup of Coffee (Valley Below) | 3:19  |
|     |                                       |       |
| 8.  | Like a Rolling Stone                  | 6:31  |
|     |                                       |       |
| 9.  | I Shall Be Released                   | 4:12  |
|     |                                       |       |
| 10. | Is Your Love in Vain?                 | 4:02  |
|     |                                       |       |
| 11. | Going, Going, Gone                    | 4:22  |
|     |                                       |       |
|     |                                       | 50:30 |
|     |                                       |       |

### Dysk drugi
| 1.  | Blowin’ in the Wind                  | 4:25  |
|     |                                      |       |
| 2.  | Just Like a Woman                    | 5:03  |
|     |                                      |       |
| 3.  | Oh, Sister                           | 4:44  |
|     |                                      |       |
| 4.  | Simple Twist of Fate                 | 4:15  |
|     |                                      |       |
| 5.  | All Along the Watchtower             | 3:20  |
|     |                                      |       |
| 6.  | I Want You                           | 2:34  |
|     |                                      |       |
| 7.  | All I Really Want to Do              | 3:37  |
|     |                                      |       |
| 8.  | Knockin’ on Heaven’s Door            | 4:00  |
|     |                                      |       |
| 9.  | It’s Alright, Ma (I’m Only Bleeding) | 6:04  |
|     |                                      |       |
| 10. | Forever Young                        | 5:38  |
|     |                                      |       |
| 11. | The Times They Are a-Changin’        | 5:31  |
|     |                                      |       |
|     |                                      | 49:11 |
|     |                                      |       |

## Opis albumu
- Producent – Don DeVito
- Koordynator produkcji – Hiroshi Kanai
- Kierownik produkcji dla CBC/Sony – Toshiyuki „Heckel” Sugano
- Miejsce i data nagrań –

1. Nippon Budokan, Tokio, Japonia; 28 lutego 1978 r. (Str. I – 2, 3, 5; Str. II – 4, 9, 10, 11)
2. Nippon Budokan, Tokio, Japonia; 1 marca 1978 r. (Str. I – 1, 4, 6, 7, 8, 9, 10, 11; Str. II – 1, 2, 3, 5, 6, 7, 8)

- Inżynier nagrywający – Tom Suzuki, Teppei Kasai, Tetsuro Tomita, G.H. Sukegawa / S.C.I.
- Doradca techniczny – Arthur Rosato
- Czas – 99 min 41 s
- Fotografie – Hirosuke Katsuyama, Joel Bernstein
- Firma nagraniowa – Columbia
- Numer katalogowy – PC 2 36067
- Data wydania – 23 kwietnia 1979 r.

Wznowienie na cd
- Firma nagraniowa – Columbia
- Numer katalogowy – G2K 36067
- Rok wznowienia – 1990

## Listy przebojów

### Album
| Rok  | Lista                          | Pozycja |
| ---- | ------------------------------ | ------- |
| 1979 | Billboard USA. Albumy popowe   | 13      |
| 1979 | Melody Maker WB. Albumy popowe | 4       |